# István Harna
István Harna, maďarsky Harna István, (* 2. září 1940, Šahy) je slovenský ekonom, podnikatel, vysokoškolský pedagog a politik maďarské národnosti. V letech 1998 až 2002 zastával post ministra výstavby a regionálního rozvoje SR za SMK-MKP v první vládě Mikuláše Dzurindy.

## Biografie
Narodil se v průběhu druhé světové války ve městě Ipolyság v tehdejším Maďarském království (dnes Šahy, okres Levice), kde také v roce 1959 odmaturoval na tamější Střední odborné škole zemědělské (Mezőgazdasági Szakközépiskola). Roku 1964 vystudoval obor ekonomika vnitřního obchodu na Vysoké škole ekonomické v Bratislavě, poté pracoval jako ekonom a vysokoškolský pedagog. V roce 1981 dosáhl akademického titulu docent. v V listopadu 1989 během Sametové revoluce patřil k předním osobnostem maďarské menšiny v Československu. V roce 1990 byl spoluzakladatelem maďarského politického hnutí Spolužitie, maďarsky Együttélés.

### Politická kariéra
- Volby do Slovenské národní rady 1990: byl za Spolužitie zvolen poslancem SNR.
- Volby do Slovenské národní rady 1992: byl za Spolužitie zvolen poslancem SNR.
- Parlamentní volby na Slovensku 1994: byl Spolužitie zvolen poslancem NR SR.
- Parlamentní volby na Slovensku 1998: byl zvolen za SMK–MKP poslancem NR SR, mandát neuplatnil, jelikož byl jmenován na pozici ministra výstavby a regionálního rozvoje SR v první vládě Mikuláše Dzurindy.
- Parlamentní volby na Slovensku 2002: byl zvolen za SMK–MKP poslancem NR SR. Stal se místopředsedou Výboru pro evropské záležitosti a také Výboru pro hospodářství, privatizaci a podnikání.

## Dílo
- Analýza reprodukčných podmienok rastu spotreby obyvateľstva
- Ekonomika a riadenie obchodných organizácií
- Marketing" a "Marketing neziskových organizáci[2]

## Ocenění
- A Magyar Érdemrend Tiszti Keresztje (2012)[1]